# Hombre león

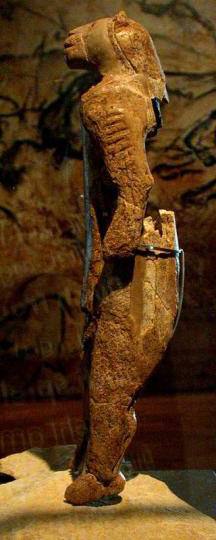
El hombre león

El hombre león (en alemán: Löwenmensch) es una escultura tallada en marfil de mamut de 31,1 centímetros de altura que data del paleolítico superior, con una antigüedad entre 41 000 y 35 000 años (Auriñaciense), siendo una de las esculturas más antiguas conocidas hasta entonces. Su nombre se debe a que representa un ser humano con cabeza de león.
La estatuilla se encuentra expuesta actualmente en el Museo de Ulm de la ciudad de Ulm, Alemania.

## Historia
La escultura fue descubierta en fragmentos en 1939 en el actual estado federado alemán de Baden-Wurtemberg, en la cueva de Hohlenstein-Stadel, por un equipo arqueológico dirigido por Robert Wetzel y Otto Völzing. Puesto que poco después estalló la Segunda Guerra Mundial, la figura no fue estudiada inmediatamente y cayó en el olvido, para ser redescubierta al cabo de treinta años. Fue ensamblada y restaurada entre 1997 y 1998 por Ute Wolf y Elisabeth Schmidt, quienes evaluaron su antigüedad en 32 000 años. Al principio los investigadores pensaron que la estatuilla representaba a un hombre, ya que una plaqueta en el abdomen podría ser un pene, pero algunos de los autores de su reconstrucción pensaron que quizás se trate de una representación femenina, aunque como los leones de las cavernas no tenían melena como los africanos no es prueba suficiente para afirmar que sea una leona; aunque no existe ninguna prueba contundente que apoye a una u otra teoría, tras la restauración de 2012-2013 se observó que la plaqueta triangular en la zona genital se había tallado todo alrededor, separándola de la figura y una fractura sugiere que originalmente pudo haber tenido forma cuadrada, típicamente fálica. Siete marcas horizontales y paralelas están grabadas sobre el brazo izquierdo.
En 2010 y 2011 nuevas excavaciones en la entrada de la cueva revelaron la presencia de partes faltantes de la estatua, la cual podría ahora completarse. Su reconstrucción comenzó en el año 2012 y terminó en 2013.

## Interpretación y descubrimientos similares
La interpretación es muy difícil debido a su antigüedad; el hombre león tiene muchas similitudes con ciertas  pinturas rupestres francesas que también muestran criaturas híbridas (Cueva de Chauvet, el Hechicero de Trois-Frères, el hombre bisonte de la cueva de Gabillou), pero que son miles de años posteriores. 
Una escultura similar, más pequeña pero representando igualmente un hombre león, fue encontrada en Hohle Fels una cueva de la misma región, junto con otras estatuillas de animales y una Venus. Datadas de entre 40 000 y 35 000 años, estas estatuillas contemporáneas provienen igualmente de la cultura Auriñaciense, correspondiente a la llegada del hombre moderno a Europa, al comienzo del Paleolítico superior.
Es posible que el hombre león haya jugado un rol importante en la mitología humana del comienzo del Paleolítico superior. El arqueólogo Nicholas Conard sugirió que "los habitantes de Hohle Fels en el valle de Ach y Holenstein-Stadel en el valle de Lone debieron pertenecer al mismo grupo cultural y compartir creencias y prácticas relacionadas con imágenes teriantrópicas de felinos y humanos" y que "el descubrimiento de un segundo hombre-león respalda la hipótesis de que los auriñacienses practicaban una forma de chamanismo".

## Fabricación
El tallado de la figurilla en un colmillo de mamut habría sido una tarea compleja y laboriosa. Una réplica experimental realizada con réplicas de los utensilios disponibles en la época indicó que se emplearon varias herramientas, con cortes difíciles donde hubo que emplear las dos manos, y, en total, muchas horas de trabajo. Jill Cook, conservadora de las colecciones paleolíticas del Museo Británico, sugiere que "a menos que la escultura se creara lentamente en momentos puntuales a lo largo de varios meses, alguien tan hábil como un artista podría haber sido eximido de otras tareas de subsistencia para trabajar específicamente en esta pieza".
En su serie de BBC Radio 4, Living with the Gods el 4 de octubre de 2017, Neil McGregor preguntó a Cook: "... entonces, ¿por qué una comunidad que vive al borde de la subsistencia, cuyas principales preocupaciones eran encontrar comida, mantener el fuego encendido, proteger a los niños de los depredadores, permitiría que alguien pasara tanto tiempo lejos de esas tareas?", ella respondió que "...una relación con las cosas invisibles, con las fuerzas vitales de la naturaleza, que quizás necesitas propiciar, quizás conectar con ellas, para asegurar tu vida exitosa".

## Influencia
En el libro Cielo en la mente (2014) de Armand S.T. Newman aparece un hombre león llamado Baden. El escritor se basó en las características de la escultura para crear el personaje, debido a las posibles creencias prehistóricas y la conexión que estas tendrían con aspectos de su novela.